# Lund Choral Festival
Lund Choral Festival (ursprungligen Lund International Choral Festival) arrangerades för första gången år 2006 och har blivit Sveriges största körfestival och Lunds största återkommande musikarrangemang med 10 000-14 000  besökare. Festivalen är en vecka lång och återkommande festival för kör- och kulturlivet lokalt, nationellt och internationellt. Förutom konserter har arrangerats det internationella symposiet Choir in Focus i samarbete med Körcentrum Syd och Linnéuniversitetet. Fr o m 2013 arrangeras de i omfånget mindre Kördagar i Lund.

## Bakgrund
Hösten 2004 uppvaktades Lunds kommun av det lokala körlivet i Lund med idén om en återkommande körfestival i Lund.  Den 1–8 oktober 2006 arrangerades den första körfestivalen. Därefter har festivaler ägt rum vartannat år: 8–12 oktober 2008 (då festivalen ingick i den större festivalen Music Around), 11–17 oktober 2010, 15–21 oktober 2012, 13–19 oktober 2014, 17–23 oktober 2016 och 15-21 oktober 2018. Arrangör är Musik i Syd med stöd av Lunds kommun.

### Festivalen
Programmet består av ett brett och varierat program med kör- och ensemblesång i fokus. Under veckan ges möjligheten att lyssna på såväl nationella och internationella gästspel som det lokala körlivet.